# De Nobili di Lucca
La famiglia De Nobili di Lucca, De Nobili di Villa, De Nobili di Castiglione o De Nobili di Dallo è una famiglia nobile di Toscana alla quale è stato concesso il titolo di conti.

## Storia
La famiglia ha origine a Villa Collemandina in Garfagnana e discende dalla famiglia Della Pieve, detta, all'origine, De Nobili di Villa. Verso la metà del '200 si stabilì a Castiglione di Garfagnana, come da un atto stipulato nell'anno 1266; in cambio, Castiglione concedeva a loro un feudo e l'onore di portare il gonfalone. Nel 1265 i De Nobili unirono il loro feudo al libero Comune di Castiglione di Garfagnana, sotto l'egida del Comune Lucca.
Di quel ramo si ipotizza che Simonello De'Nobili, nato nel 1352, fosse il padre di Bertolino, a sua volta padre di Jacopo De'Nobili, ambasciatore, nato in 1406. Quest'ultimo abitava alla Verrucosa di Fivizzano, ma venne ad abitare a Castiglione in quanto proprietario di un palazzo nobiliare e di vari possedimenti. Ebbe tre figli : Cesare, Leonello e Benedetto.
Cesare De'Nobili abitava a Castiglione di Garfagnana, iscritto alla Cittadinanza Lucchese e cavaliere della Repubblica di Lucca. Fu nominato governatore di Rieti e Terni dal papa Pio II del quale era già lo scudiero. Sposo Caterina Calandrini, figlia di Andreola Tomeo dei Bosi, la madre di Papa Niccolò V.
Leonello De'Nobili nel 1433 a Castiglione, traendo vantaggi della sua parentela con il pontefice si fece eleggere Abate di Frassinoro e Rettore e Commendatario dell’Ospedale e dell’Ospizio di San Pellegrino che, senza che nessuno si accorgesse, divennero dei beni della famiglia. Fu padre di Nicolao De'Nobili.
Benedetto De'Nobili, nato nel 1433, l'ultimo dei figli di Jacopo, si stabilì definitivamente a Lucca, dove ricopriva cariche important. Ebbe tre figliː  Jacopo, dalla quale prese avvio una linea genealogica poi estintasi nel 1799 con Costantino De'Nobili e Francesco, sposo di Maria Caterina di Andrea di Poggio, da cui nacquero : 
- Cesare De'Nobili,
- Bartolomeo De'Nobili, la cui discendenza emigrò nei Paesi Bassi nella seconda meta del '700, anche se una parte tornò in Italia, a Lucca, dando origine a Carlo De'Nobili, Ciambellano del Granduca Leopoldo II di Toscana[8], a Eleonora De'Nobili, Dama particolare di Elisa Bonaparte[9], e a Giuseppe De'Nobili, Cavaliere di Malta e Vescovo di Lucca da 3 luglio 1826 al 29 marzo 1836[10].
- Benedetto De'Nobili.
- Ippolito De'Nobili.
- Lionello De'Nobili, sposo di Maria Arnolfini, dalla cui ebbe Lucrezia e Vincenzo, deceduto a Palermo, la cui discendenza abitò a Lucca fino alla seconda metà dell'800[5].

I De'Nobili, nonostante dimorassero per la maggior parte dell'anno nel loro palazzo di Castiglione di Garfagnana, furono chiamati De'Nobili di Dallo e successivamente, De'Nobili di Lucca.

## Persone famose
- Flaminio de' Nobili (1533, Lucca - 1591, Lucca), grecista, scrittore, teologo e filosofo. Figlio di Fabrizio De Nobili e Chiara di Filippo, fu professore all'Università di Pisa nel 1560 e fu, nel 1584, tra i fondatori dell'Accademia degli Oscuri. Scrisse : Trattato dell'amore umano in 1556 e De hominis felicitate in 1563[11].
- Francesco de' Nobili, XVI secolo, Lucca, detto Francesco Chèrea, poeta famoso e attore alla corte dei Gonzaga e d'Isabella d'Este, era imparentato con la famiglia Sanseverino. Visse a Venezia tra il 1508 ed il 1522, a Roma tra 1513 ed il 1521, infine in Ungheria nel 1532[12].
- Cesare De Nobili, nato nel 1485 a Lucca, deceduto nel 1558, fu politico e ambasciatore a Venezia, Firenze, Roma, Ferrara e in Francia. Fu consigliere di giustizia di Ercole II d'Este. Nacque da Francesco De Nobili, del ramo dei De Nobili di Dallo, e da Maria Caterina, figlia di Andrea di Poggio, e sposò Margherita Franchi dalla quale ebbe due figli da cui discende un altro ramo della famiglia De' Nobili che si estinse, nel 1676, con Antonio Felice De' Nobili[8].
- Carlo De'Nobili (1826-1890), Ciambellano dell'Granduca Leopoldo II di Toscana.
- Giuseppe De'Nobili (1745-29 marzo 1836), cavaliere di Malta e vescovo di Lucca dal 3 luglio 1826 al 29 marzo 1836[13].

## Palazzi e residenze
- Palazzo De'Nobili di Castiglione di Garfagnana[3].
- Palazzo De'Nobili o dei Nobili di Lucca, anticamente sede della Banca d'Italia a Lucca[14].

## Famiglie omonime
- De Nobili di Vezzano, famiglia aristocratica ligure di derivazione obertenga.
- De Nobili di Catanzaro, forse provenendo dalla famiglia dei De Nobili di Sicilia.
- De Nobili di Sicilia, stirpe discendendo dei De Nobili di Lucca.
- De Nobili di Montepulciano, cugini dei De Nobili di Lucca.